# Puerto Rico
Puerto Rico (phiên âm tiếng Việt: Pu-éc-tô Ri-cô, n.đ. 'hải cảng giàu có'), tên gọi chính thức là Thịnh vượng chung Puerto Rico (tiếng Tây Ban Nha: Estado Libre Asociado de Puerto Rico, tiếng Anh: Commonwealth of Puerto Rico) là một vùng quốc hải thuộc chủ quyền của Hoa Kỳ. Puerto Rico nằm ở phía đông bắc vùng biển Caribbean, phía tây giáp nước Cộng hòa Dominica và phía đông là Quần đảo Virgin. Lãnh thổ Puerto Rico bao gồm một quần đảo trong đó bao gồm đảo chính Puerto Rico và nhiều đảo nhỏ hơn xung quanh, lớn nhất là các đảo Vieques, Culebra và Mona. Trong nhóm 4 đảo Đại Antilles (bao gồm các đảo Cuba, Hispaniola, Jamaica và Puerto Rico), Puerto Rico là hòn đảo có diện tích nhỏ nhất nhưng lại đứng thứ ba về dân số. Tính đến năm 2008, dân số của Puerto Rico được ước tính khoảng gần 4 triệu người. Ngoài tên gọi chính thức là Puerto Rico, người dân còn gọi hòn đảo này với tên gọi Borinquen, theo từ Borikén mà người Taino bản địa gọi hòn đảo. Bên cạnh đó, Puerto Rico còn được biết đến với biệt danh "La Isla del Encanto", có nghĩa là "Hòn đảo diệu kỳ".
Lịch sử của đất nước Puerto Rico bắt đầu với những cộng đồng da đỏ bản địa, trong đó người Taino xây dựng một nền văn hóa khá phát triển và chiếm ưu thế tại hòn đảo trong thời gian dài. Năm 1493, Christopher Columbus đặt chân đến Puerto Rico trong chuyến hành trình thứ hai đến Tân thế giới. Hòn đảo này nhanh chóng được sáp nhập thành một thuộc địa của Đế quốc Tây Ban Nha và những người dân da đỏ Taino dần dần bị tiêu diệt và thay thế bởi người châu Âu da trắng và sự di cư của các nô lệ da đen đến từ châu Phi. Trong cuộc chiến tranh Mỹ-Tây Ban Nha năm 1898, Mỹ đã thay thế Tây Ban Nha giành quyền kiểm soát Puerto Rico. Ngày nay, Puerto Rico là một nhà nước cộng hòa tồn tại dưới hình thức lãnh thổ thịnh vượng chung và chưa được hợp nhất chính thức vào chính quốc Mỹ. Tuy vậy, người dân Puerto Rico vẫn có một chính phủ riêng biệt và có ủy viên cư dân không có quyền biểu quyết (non-voting resident commissioner) tại quốc hội Mỹ. Tất cả người dân sinh ra tại Puerto Rico đều được công nhận là công dân Hoa Kỳ hợp pháp. Mặc dù vậy, người Puerto Rico lại không được tham gia bầu cử tổng thống Hoa Kỳ tại quê nhà nhưng họ vẫn có quyền bầu cử hay tham gia tranh cử tại bất cứ tiểu bang nào của Hoa Kỳ mà họ đến cư ngụ.
Tình trạng chính trị hiện nay của hòn đảo, bao gồm khả năng trở thành một tiểu bang của Hoa Kỳ hay tách ra độc lập, hiện vẫn đang được tranh luận rất nhiều. Từ năm 1967, cử tri Puerto Rico đã bốn lần tham gia trưng cầu dân ý để xác định tương lai cho hòn đảo, nhưng đều với kết quả là giữ tình trạng như cũ cho đến cuộc trưng cầu dân ý ngày 6 tháng 11 năm 2012 - cuộc trưng cầu dân ý không có tính ràng buộc pháp lý về tình trạng chính trị của hòn đảo mới nhất đã được tổ chức. Tuy nhiên, kết quả cuối cùng là đại đa số cử tri Puerto Rico vẫn bác bỏ khả năng tách ra độc lập (câu hỏi thứ nhất) và chấp thuận áp đảo việc trở thành một tiểu bang của Hoa Kỳ như là một chọn lựa ưng ý (câu hỏi thứ hai). Năm 2020, kinh tế Puerto Rico là một nền kinh tế phát triển với thu nhập cao theo phân loại của Quỹ Tiền tệ Quốc tế, chỉ số phát triển con người ở mức rất cao.

## Lịch sử

### Thời kỳ Tiền Columbus

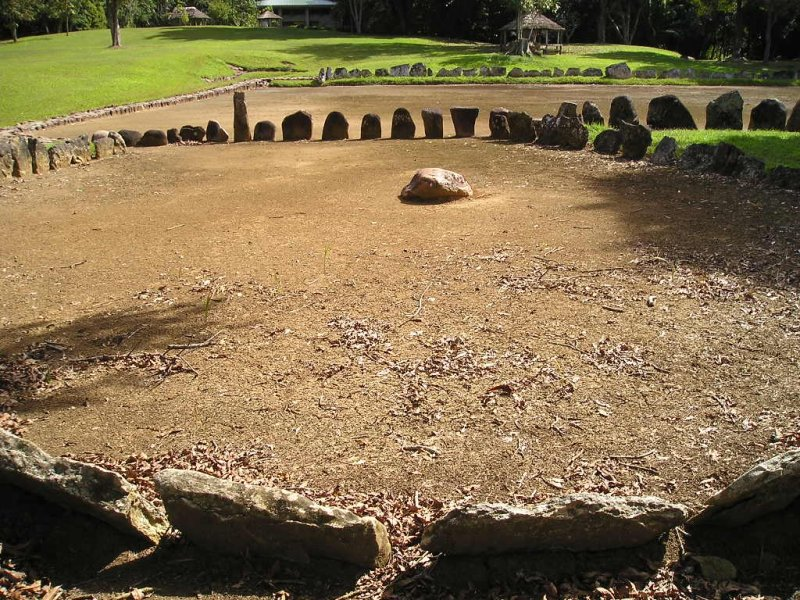
Một di chỉ bằng đá của người Taíno

Lịch sử của quần đảo Puerto Rico trước khi Christopher Columbus khám phá ra hòn đảo được rất ít người biết đến. Những hiểu biết ngày nay về những cư dân đầu tiên của hòn đảo chủ yếu được khám phá sau này bởi người Tây Ban Nha. Cuốn sách lịch sử đầy đủ đầu tiên về đất nước này được viết bởi Fray Iñigo Abbad y Lasierra vào năm 1786, 293 năm sau khi người Tây Ban Nha đầu tiên đặt chân lên hòn đảo.
Những cư dân đầu tiên của đảo Puerto Rico là những thổ dân da đỏ thuộc bộ lạc Ortoiroid làm nghề sắn bắt và đánh cá. Những di chỉ tìm được về người Ortoiroid, hay người Arcaico được phát hiện năm 1990 được xác định có niên đại 2000 năm trước công nguyên. Trong khoảng giữa năm 120 và 400 sau công nguyên, người Igneri, một bộ lạc xuất xứ từ vùng châu thổ sông Orinoco, nơi ngày nay là Venezuela đã đến hòn đảo này. Giữa thế kỉ 4 và thế kỉ 10, người Arcaico và người Igneri đã cũng tồn tại trên hòn đảo, nhưng cũng có lẽ đã xung đột với nhau. Trong khoảng giữa thế kỉ 7 và thế kỉ 10, nền văn hóa Taino bắt đầu phát triển mạnh mẽ trên hòn đảo và đến khoảng năm 1000 thì lấn át hoàn toàn các nền văn hóa trước đó. Giai đoạn phát triển thịnh vượng của người Taino kéo dài cho đến khi người châu Âu phát kiến ra châu Mỹ năm 1492.

### Thuộc địa của Tây Ban Nha

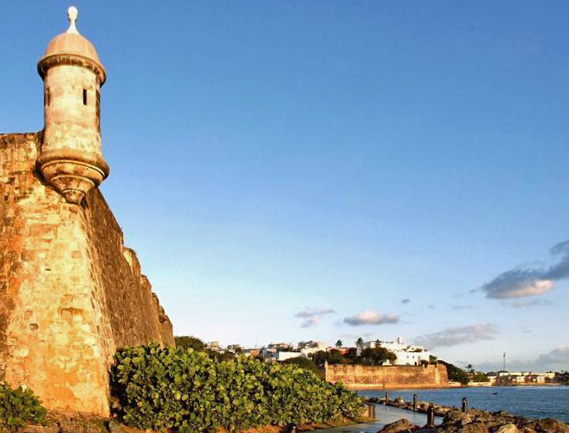
Pháo đài San Felipe del Morro

Ngày 19 tháng 11 năm 1493, Christopher Columbus trong chuyến thám hiểm lần thứ hai của mình đã phát hiện ra đảo Puerto Rico. Lúc này, cư dân của hòn đảo là những người da đỏ châu Mỹ thuộc nền văn hóa Taino và họ gọi hòn đảo của mình là "Borikén", hay trong tiếng Tây Ban Nha là "Boriquen". Columbus đã đặt cái tên mới cho hòn đảo là San Juan Bautista để tưởng niệm thánh John Baptist. Sau đó, hòn đảo được đổi tiên thành Puerto Rico còn San Juan thì trở thành tên thủ phủ của hòn đảo. Năm 1508, Juan Ponce de Leon trở thành thống đốc đầu tiên của đảo Puerto Rico.
Người Tây Ban Nha nhanh chóng chiếm toàn bộ đảo Puerto Rico làm thuộc địa. Những người thổ dân Taino hoặc bị giết trong những trận chiếm đẫm máu mà ưu thế thuộc về người Tây Ban Nha hay những bệnh dịch chết người từ châu Âu mà họ chưa tiếp xúc bao giờ, hoặc bị người Tây Ban Nha bắt làm nô lệ. Dân số Taino sụt giảm nhanh chóng đã buộc người Tây Ban Nha phải buôn nô lệ da đen từ châu Phi sang làm việc. Puerto Rico do vị trí địa lý chiến lược của mình trở thành một pháo đài phòng thủ quan trọng cho hệ thống thuộc địa to lớn của Tây Ban Nha tại Mỹ Latinh. Nhiều đồn lũy và các bức tường thành lớn được xây dựng như La Fortaleza, El Castillo, San Felipe del Morro hay El Castillo de San Cristobal để bảo vệ Puerto Rico khỏi sự dòm ngó của các cường quốc thù địch như Pháp, Hà Lan và Anh. Những nước này cũng từng cố chiếm Puerto Rico những đều không thành công. Tuy nhiên, sự giàu có tài nguyên của Puerto Rico chủ yếu mang lại sự thịnh vượng cho chính quốc chứ cư dân hòn đảo thì sống trong tình trạng nghèo khó.
Cuộc chiến tranh Iberia nổ ra giữa Tây Ban Nha, Bồ Đào Nha và Anh với quân Pháp đã tạo điều kiện cho nhiều thuộc địa của Tây Ban Nha ly khai đòi độc lập. Năm 1809, Ủy ban Trung ương Tối cao tại Cadiz ra quyết định công nhận Puerto Rico là một tỉnh hải ngoại của Tây Ban Nha và đảo này có quyền gửi đại diện đến quốc hội Tây Ban Nha. Tuy nhiên chính sách tiến bộ này chỉ được thực thi trong khoảng các năm 1810-1814 và 1820-1823 rồi bãi bỏ do sự trở lại nắm quyền của triều đình quân chủ của vua Ferdinand VII. Tuy nhiên nó cũng đã góp phần nâng cao tính dân tộc của người dân hòn đảo.
Cuối thế kỉ 19, Puerto Rico và Cuba là hai thuộc địa cuối cùng còn ở lại với Tây Ban Nha tại châu Mỹ. Tuy nhiên, mâu thuẫn chính trị và sự nghèo đói của hòn đảo đã càng làm căng thẳng thêm mối quan hệ với chính quốc Tây Ban Nha. Năm 1868, cuộc nổi dậy "Grito de Lares" nổ ra tại thị trấn Lares, được lãnh đạo bởi người anh hùng Ramon Emeterio Betances, "người cha" của phong trào độc lập cho Puerto Rico. Nhưng khi tiến sang thị trấn San Sebatian, cuộc khởi nghĩa nhanh chóng bị dập tắt. Năm 1897, Luis Munoz Rivera cùng một số người khác đã thuyết phục thành công chính phủ Tây Ban Nha trao quy chế tự trị cho người dân Cuba và Puerto Rico. Ngày 17 tháng 7 năm 1898, chính phủ tự trị đầu tiên của Puerto Rico nhậm chức nhưng chỉ tồn tại được một thời gian ngắn ngủi.

### Thuộc địa của Mỹ
Chiến tranh Mỹ-Tây Ban Nha bùng nổ năm 1898 đã dẫn đến sự việc ngày 25 tháng 7 năm 1898, Puerto Rico bị quân đội Mỹ xâm chiếm. Tây Ban Nha đã buộc phải nhường lại các thuộc địa của mình cho Mỹ là Cuba, Puerto Rico ở Caribbean và Guam, Philippines ở châu Á theo Hiệp ước Paris 1898.
Đầu thế kỉ 20, Puerto Rico nằm dưới sự cai trị của quân đội Mỹ và thống đốc Puerto Rico đều là người được Tổng thống Mỹ chỉ định. Năm 1900, Đạo luật Foraker cho phép Puerto Rico có một số quyền lập chính phủ dân sự gồm có hạ viện do dân bầu. Đến năm 1917, Đạo luật Jones-Shafroth trao quyền công dân Mỹ cho người Puerto Rico cũng như cho phép lập ra thượng viện do dân bầu để Puerto Rico có đầy đủ một quốc hội lưỡng viện của riêng mình. Với quyền công dân Mỹ, nhiều thanh niên Puerto Rico đã tham gia quân đội Mỹ trong Chiến tranh thế giới thứ nhất và những cuộc chiến của Mỹ sau đó nữa.
Những thập niên đầu tiên dưới sự cai trị của Mỹ, nhiều thảm họa tự nhiên liên tiếp xảy ra như động đất, sóng thần, các cơn bão nhiệt đới cũng như cuộc Đại khủng hoảng 1929 đã tàn phá nền kinh tế của đảo Puerto Rico. Trong nhân dân bắt đầu xuất hiện tư tưởng chống lại sự cai trị của Mỹ. Ngày 30 tháng 10 năm 1950, Pedro Albizu Campos, lãnh đạo Đảng Dân tộc Puerto Rico đã phát động cuộc khởi nghĩa Jayuya chống Mỹ. Hoa Kỳ tuyên bố tình trạng thiết quân luật và chấm dứt cuộc khởi nghĩa sau 3 ngày với việc sử dụng nhiều bộ binh, pháo binh và máy bay ném bom vào thị trấn Jayuya. Pedro Albizu Campos sau đó bị bắt giam vì tội âm mưu phản loạn nhằm lật độ chính phủ Mỹ tại Puerto Rico. Bên cạnh đó, những âm mưu ám sát tổng thống Harry Truman trong cùng năm 1950 cũng được những người dân tộc chủ nghĩa Puerto Rico thực hiện nhưng thất bại.
Sự nhượng bộ giữa Mỹ và Puerto Rico trong giai đoạn giao thời giữa Roosevelt và Truman đã dẫn đến việc năm 1946, tổng thống Truman đã chỉ định Jesus Pinero, một người sinh ra ở Puerto Rico làm thống đốc hòn đảo này.

### Trở thành thịnh vượng chung

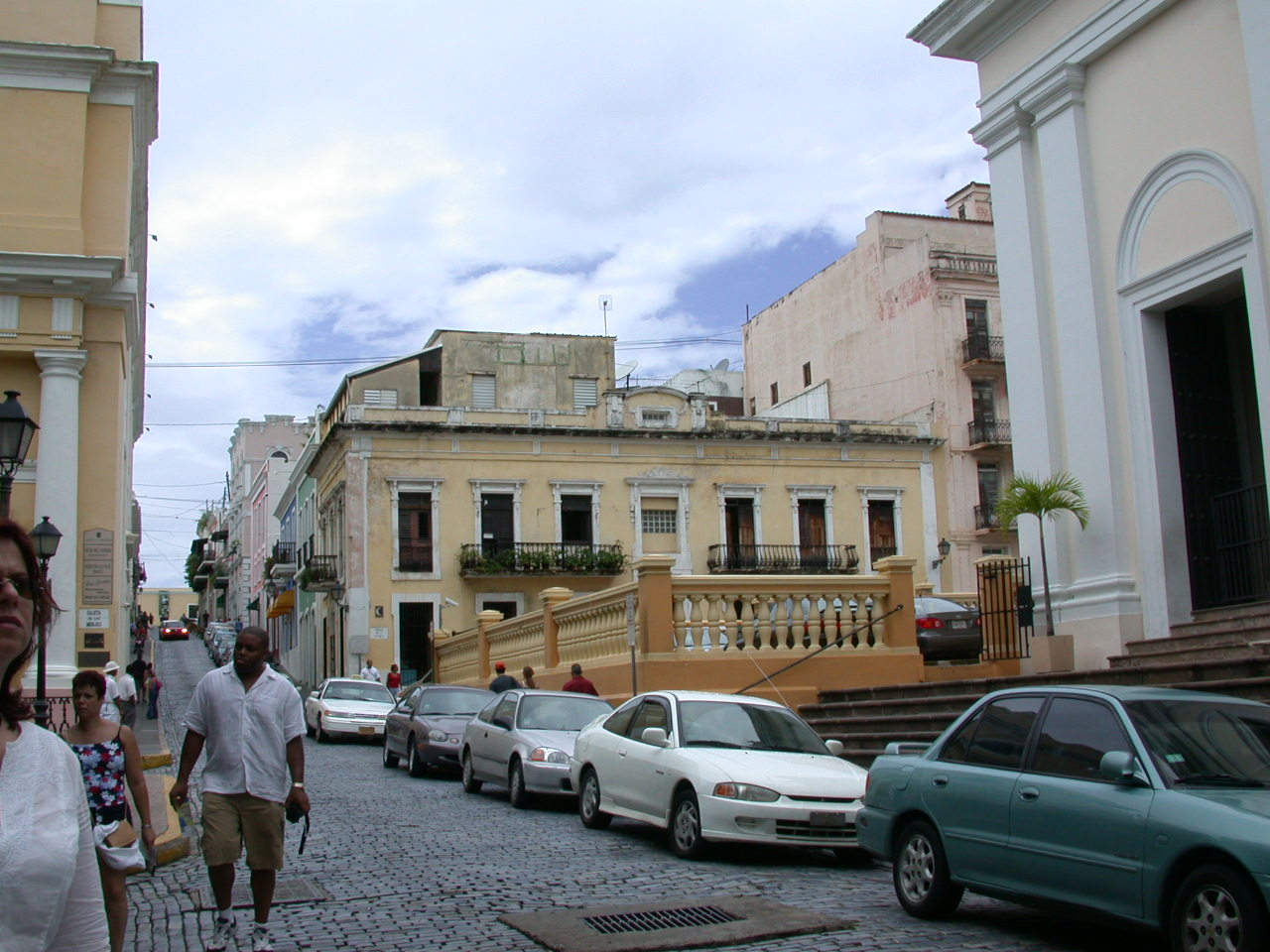
Một góc thành phố San Juan ngày nay

Năm 1947 đánh dấu một bước ngoặt lớn trong lịch sử Puerto Rico khi chính phủ Mỹ trao quyền bầu cử thống đốc cho người dân hòn đảo. Luis Munoz Marin, người có công trong việc đàm phán với Mỹ trước đó đắc cử và trở thành thống đốc dân cử đầu tiên của Puerto Rico vào năm 1948. Năm 1950, tổng thống Truman cho phép Puerto Rico tổ chức cuộc trưng cầu ý dân về quyền thành lập hiến pháp riêng của nước này. Hiến pháp địa phương của Puerto Rico chính thức được chính phủ Mỹ phê chuẩn vào ngày 6 tháng 2 năm 1952. Tổng thống Truman cũng thông qua hiến pháp này vào ngày 3 tháng 7 rồi được tuyên bố chính thức bởi thống đốc Munoz Marin vào ngày 25 tháng 7 cùng năm đó. Như vậy, Puerto Rico chính thức có bản hiến pháp của riêng mình và nước này phê chuẩn tên gọi Estado Libre Asociado, tạm dịch là "Thịnh vượng chung".
Cùng với sự tự do chính trị, thập niên 1950 đã đánh dấu giai đoạn phát triển kinh tế vượt bậc của Puerto Rico. Kế hoạch Operación Manos a la Obra đầy tham vọng được thực hiện đã biến Puerto Rico từ một hòn đảo nghèo nàn chủ yếu dựa vào nông nghiệp sang một hòn đảo thịnh vượng với nền công nghiệp chế biến phát triển. Ngày nay, Puerto Rico là một địa điểm du lịch hấp dẫn thế giới và đồng thời là một trung tâm về dược phẩm và sản xuất hàng hóa.
Về mặt chính trị, những tranh cãi xung quanh quy chế chính trị của Puerto Rico vấn tiếp diễn. Ba xu hướng chính của chính trị Puerto Rico hiện nay là giữ nguyên hiện trạng thịnh vượng chung, trở thành một tiểu bang Hoa Kỳ và trở thành một quốc gia độc lập. Đã có tới 3 cuộc trưng cầu dân ý được tổ chức và người dân Puerto Rico vẫn quyết định giữ nguyên hiện trạng chính trị như hiện nay. Hiến pháp Puerto Rico công nhận khái niệm "công dân Puerto Rico".
Vào tháng 5 năm 2022, các thành viên Quốc hội bảo trợ các dự luật cạnh tranh về cách giải quyết tình trạng lãnh thổ của Puerto Rico và mối quan hệ của nó với Hoa Kỳ đã cùng nhau đưa ra luật mới kết hợp cả hai. Luật được đề xuất kết hợp các yếu tố của dự luật ủng hộ quốc gia do Hạ nghị sĩ Darren Soto, D-Fla., Và Hạ nghị sĩ Jenniffer Gonzalez, thành viên Quốc hội không tán thành của Puerto Rico và là đảng viên Cộng hòa, cùng với Đạo luật về quyền tự quyết của Puerto Rico từ các Đại biểu. Alexandria Ocasio-Cortez và Nydia Velázquez, đều là đảng viên Đảng Dân chủ New York. Dự thảo luật nói rằng một cuộc điều trần để giải quyết tình trạng chính trị của Puerto Rico sẽ được tổ chức vào ngày 5 tháng 11 năm 2023.

### Quyền lựa chọn thể chế chính trị
Ngày 15/12/2022, Hạ viện Hoa Kỳ đã thông qua dự luật cho phép Puerto Rico tổ chức cuộc trưng cầu dân ý với 3 tiêu chí chọn lựa hình thái chính trị: Trở thành tiểu bang thứ 51 của Mỹ, quốc gia độc lập hoặc chính phủ độc lập liên kết với Mỹ. Dự luật này được thông qua với tỷ lệ 233 phiếu thuận và 191 phiếu chống. Đây là lần đầu tiên các nhà lập pháp bỏ phiếu yêu cầu chính phủ liên bang tôn trọng kết quả trưng cầu dân ý. Dự luật này cũng đưa ra các quy trình thực thi kết quả trưng cầu dân ý có giá trị ràng buộc này và thiết lập chiến dịch giáo dục cử tri về các lựa chọn. Election Buddy định nghĩa nếu cuộc trưng cầu dân ý có giá trị ràng buộc (binding referendum), kết quả cuối sẽ được thực hiện. Còn với trưng cầu dân ý không ràng buộc, kết quả có thể chỉ mang tính tham khảo.

## Chính trị

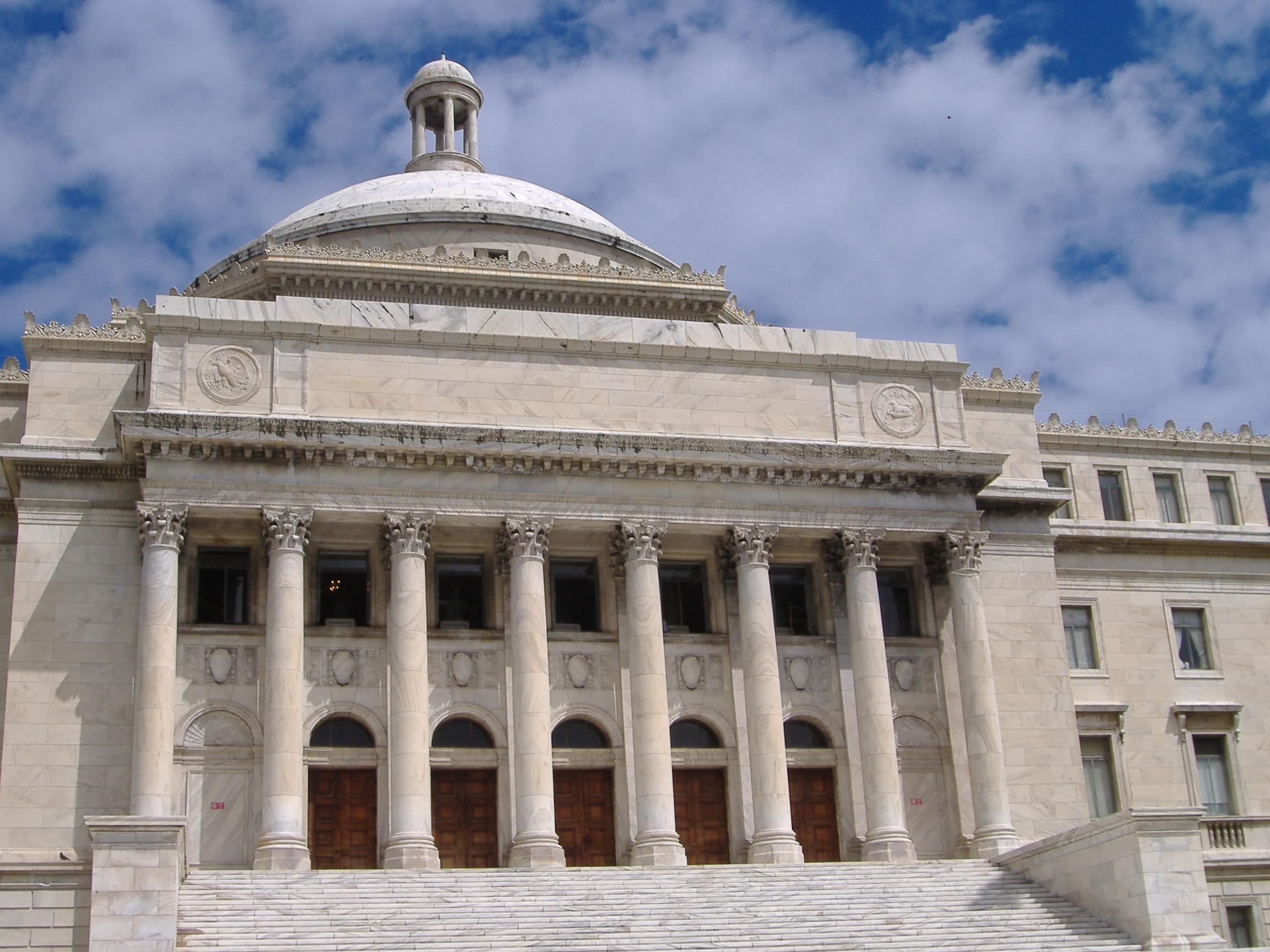
Tòa nhà Quốc hội Puerto Rico

Puerto Rico là một lãnh thổ chưa hợp nhất của Hoa Kỳ theo thể chế cộng hòa. Tất cả các quyền lực hiện tại của Puerto Rico là do Quốc hội Hoa Kỳ ủy quyền. Puerto Rico thiếu sự bảo vệ toàn phần từ Hiến pháp Hoa Kỳ vì không phải là một tiểu bang của Hoa Kỳ. Người đứng đầu nhà nước của Puerto Rico là tổng thống Mỹ. Chính quyền Puerto Rico theo chế độ cộng hòa, được tổ chức theo hệ thống tam quyền phân lập gồm ba nhánh: lập pháp, hành pháp và tư pháp. Nhánh hành pháp được đứng đầu bởi thống đốc Puerto Rico, hiện nay là ngài Anibal Acevedo Vila. Nhánh lập pháp bao gồm Quốc hội Puerto Rico được chia làm hai viện: Thượng viện và Hạ viện. Người đứng đầu Thượng viện Puerto Rico là Chủ tịch Thượng viện, còn người đứng đầu Hạ viện là Chủ tịch Hạ viện (Speaker of the House) Puerto Rico. Nhánh tư pháp đứng đầu bởi Thẩm phán trưởng Tòa án Tối cao Puerto Rico. Chức thống đốc và các đại biểu quốc hội được nhân dân bầu ra bốn năm một lần. Những thành viên của tòa án tối cao được thống đốc chỉ định với sự thông qua của Thượng viện.
Puerto Rico chỉ được phép có một đại biểu không có quyền biểu quyết (non-voting delegate) duy nhất tại Hạ viện Hoa Kỳ, gần đây nhất là ông Luis Fortuno. Người dân Puerto Rico không được quyền tham gia bỏ phiếu bầu tổng thống Mỹ, nhưng được phép bầu trong các cuộc bầu cử tổng thống sơ bộ (là bầu cử của các đảng phái chính trị để tìm ứng cử viên trong từng đảng). Người Puerto Rico có quyền tham gia bầu cử và tranh cử ở tại bất cứ tiểu bang nào mà họ đến sinh sống.
Từ năm 1952 đến này, chính trường Puerto Rico có sự phân chia giữa 3 đảng phái chính đại diện cho ba xu hướng chính trị khác nhau của đất nước này. Đảng Dân chủ Nhân dân Puerto Rico (PPD) muốn duy trì hiện trạng Puerto Rico với vai trò hiện nay là một lãnh thổ thịnh vượng chung thuộc Hoa Kỳ. Đảng thứ hai, Đảng Cấp tiến Mới Puerto Rico (PNP) muốn đưa Puerto Rico trở thành một tiểu bang của Hoa Kỳ còn trong khi đó, Đảng Độc lập Puerto Rico (PIP) lại muốn vùng đất này tách ra và trở thành một quốc gia độc lập. Năm 2007, một đảng thứ tư nữa là Đảng Puerto Rico cho người Puerto Rico (PPR) xuất hiện trên chính trường. Trải qua nhiều cuộc trưng cầu dân ý trong suốt 6 thập kỉ qua, người dân Puerto Rico chọn lựa giữ nguyên hiện trạng chính trị như hiện nay như một vùng lãnh thổ quốc hải của Hoa Kỳ.

## Địa lý

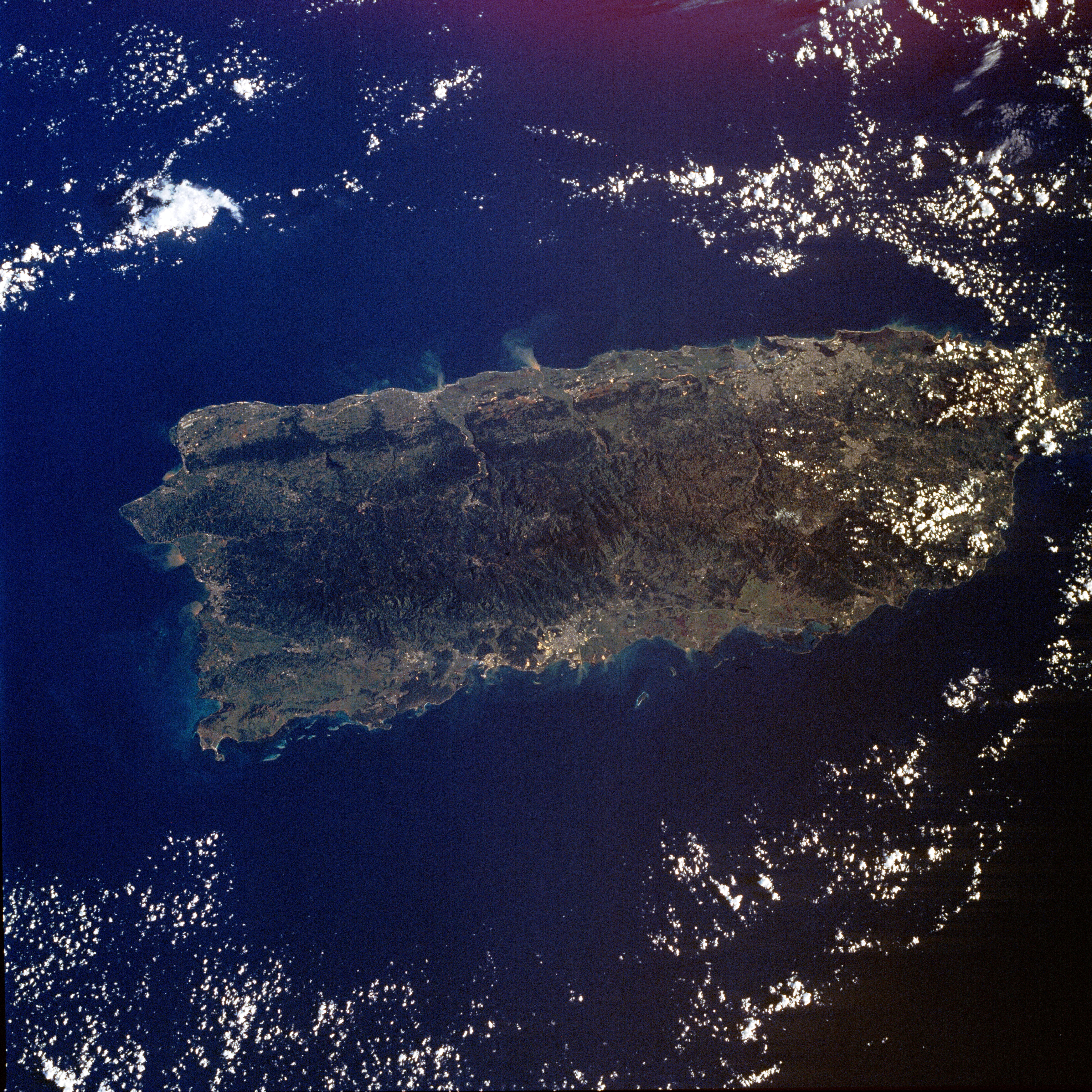
Ảnh chụp Puerto Rico từ vệ tinh

Puerto Rico bao gồm đảo Puerto Rico và một số hòn đảo nhỏ hơn xung quanh như đảo Vieques, Culebra, Mona, Desecheo và Caja de Muertos. Trong 5 đảo trên, chỉ có đảo Culebra và đảo Vieques là có cư dân sinh sống quanh năm.
Puerto Rico có tổng diện tích 9.104 km². Chiều dài nhất của đảo từ tây sang đông là 180 km, chiều rộng nhất của đảo từ bắc xuống nam là 64 km. Trong quần đảo Đại Antilles, Puerto Rico là hòn đảo nhỏ nhất, chỉ bằng 8/10 diện tích của Jamaica và 8/100 diện tích của Cuba. Nếu so sánh với một số bang khác của Mỹ thì Puerto Rico rộng hơn so với cả hai bang Delaware và Rhode Island cộng lại, nhưng nhỏ hơn một chút so với bang Connecticut.
Đảo Puerto Rico có hình chữ nhật với khoảng 60% diện tích là đồi núi. Phần trung tâm hòn đảo là một vùng núi cao với nhiều dãy núi lớn tiêu biểu như dãy La Cordillera Central ("Dãy núi Trung tâm"). Điểm cao nhất của Puerto Rico, núi Cerro de Punta cao 1338 m tọa lạc trên dãy núi này. Ở phía bắc Puerto Rico có một vùng núi đá vôi khá lớn. Phía bắc và phía nam hòn đảo mỗi bên có một vùng bờ biển hẹp.
Về mặt địa chất, hòn đảo Puerto Rico nằm trên đường giáp ranh giữa hai địa mảng lớn là địa mảng Bắc Mỹ và địa mảng Caribbean. Chính vị trí giao giữa hai địa mảng này là nguyên nhân gây ra những trận động đất và sóng thần kèm theo nạn lở đất gây thiệt hại lớn về người và của. Trận động đất lớn xảy ra gần đây nhất tại Puerto Rico diễn ra vào ngày 11 tháng 10 năm 1918 mạnh đến 7,5 độ Richter và gây ra sóng thần đã gây ra thiệt hại lớn cho hòn đảo: 116 người thiệt mạng và thiệt hại 4 triệu USD.
Nằm trong vành đai khí hậu nhiệt đới, Puerto Rico có khí hậu ấm áp quanh năm với nhiệt độ trung bình năm khoảng 26 °C (80 °F). Sự khác biệt về nhiệt độ giữa các tháng trong năm thường không lớn. Miền nam Puerto Rico có nhiệt độ cao hơn vài độ so với miền bắc, trong khi đó vùng cao nguyên và đồi núi trung tâm Puerto Rico thường có khí hậu mát mẻ hơn so với những vùng còn lại. Mùa khô kéo dài từ tháng 11 đến tháng 5 còn mùa mưa diễn ra trong khoảng tháng 6 đến tháng 10, trùng với thời điểm hoạt động mạnh của những cơn bão từ Đại Tây Dương đổ vào, mang theo một lượng mưa lớn cho Puerto Rico.

## Kinh tế

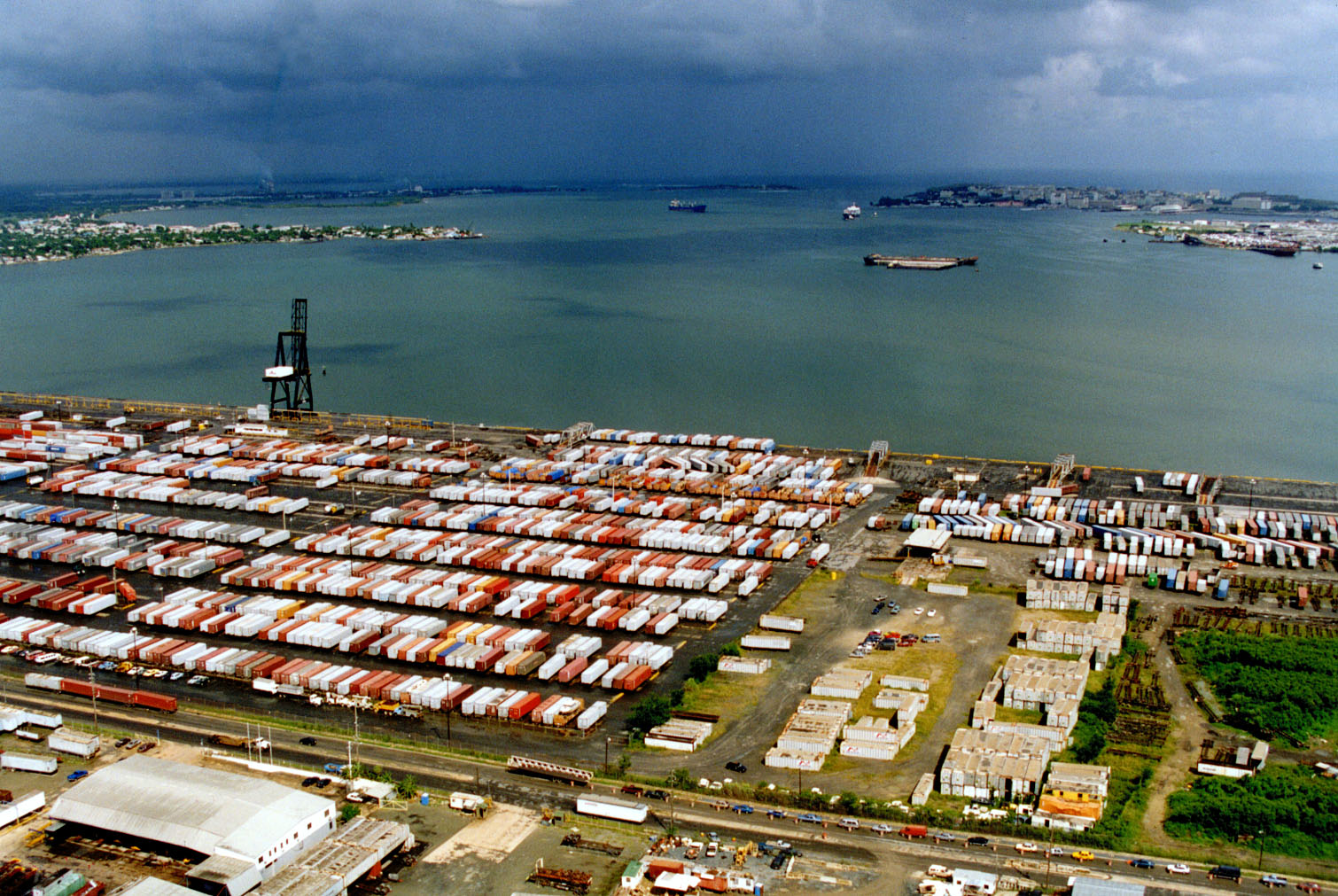
Cảng biển San Juan, cảng biển lớn nhất Puerto Rico

Cho đến tận đầu thế kỉ 20, nguồn lợi kinh tế chủ yếu của Puerto Rico vẫn chủ yếu xoay quanh ngành trồng và xuất khẩu mía đường. Thế nhưng đến thập niên 1940, một chính sách kinh tế mới đã được ban hành nhằm thay đổi hoàn toàn cục diện nền kinh tế hòn đảo với sự chuyển mình mạnh mẽ từ nền kinh tế nông nghiệp sang nền kinh tế công nghiệp đa dạng và được chính phủ Mỹ miễn thuế. Kinh tế Puerto Rico thời gian đầu tuy chịu nhiều biến động lớn, đặc biệt là cuộc Đại Khủng hoảng 1929 từ nước Mỹ nhưng sau đó đã phục hồi rất nhanh và hiện là một trong các nước có thu nhập bình quân đầu người cao nhất châu Mỹ.
Tuy nhiên càng về sau, những điểm yếu của nền kinh tế Puerto Rico cũng dần bộc lộ và gây ra nhiều biến động khá lớn. Puerto Rico phải đối mặt với việc các doanh nghiệp chuyển địa điểm sang các nước Mỹ Latinh khác có giá nhân công rẻ hơn. Tình trạng kinh tế khó khăn giữa các cuộc khủng hoảng kinh tế khiến người dân Puerto Rico có chiều hướng di dân ra nước ngoài, đặc biệt là tới Mỹ để tìm kiếm công việc tốt hơn. Đặc biệt vào năm 2006, Puerto Rico diễn ra cuộc khủng hoảng ngân quỹ trầm trọng khiến nhiều cơ quan chính phủ và 1536 trường công phải đóng cửa, gần 96 000 người bị cho nghỉ việc. Những chính sách thuế mới sau đó đã giẩi quyết cuộc khủng hoảng này nhưng vẫn còn nhiều thách thức khó khắc phục. Vài năm trở lại đây, Puerto Rico rơi vào tình trạng suy giảm kinh tế. Nếu như năm 2006, mức tăng GDP còn ở mức 0,5% thì đến năm 2007 xuống còn -1,8%, năm 2008 xuống đến -2%.

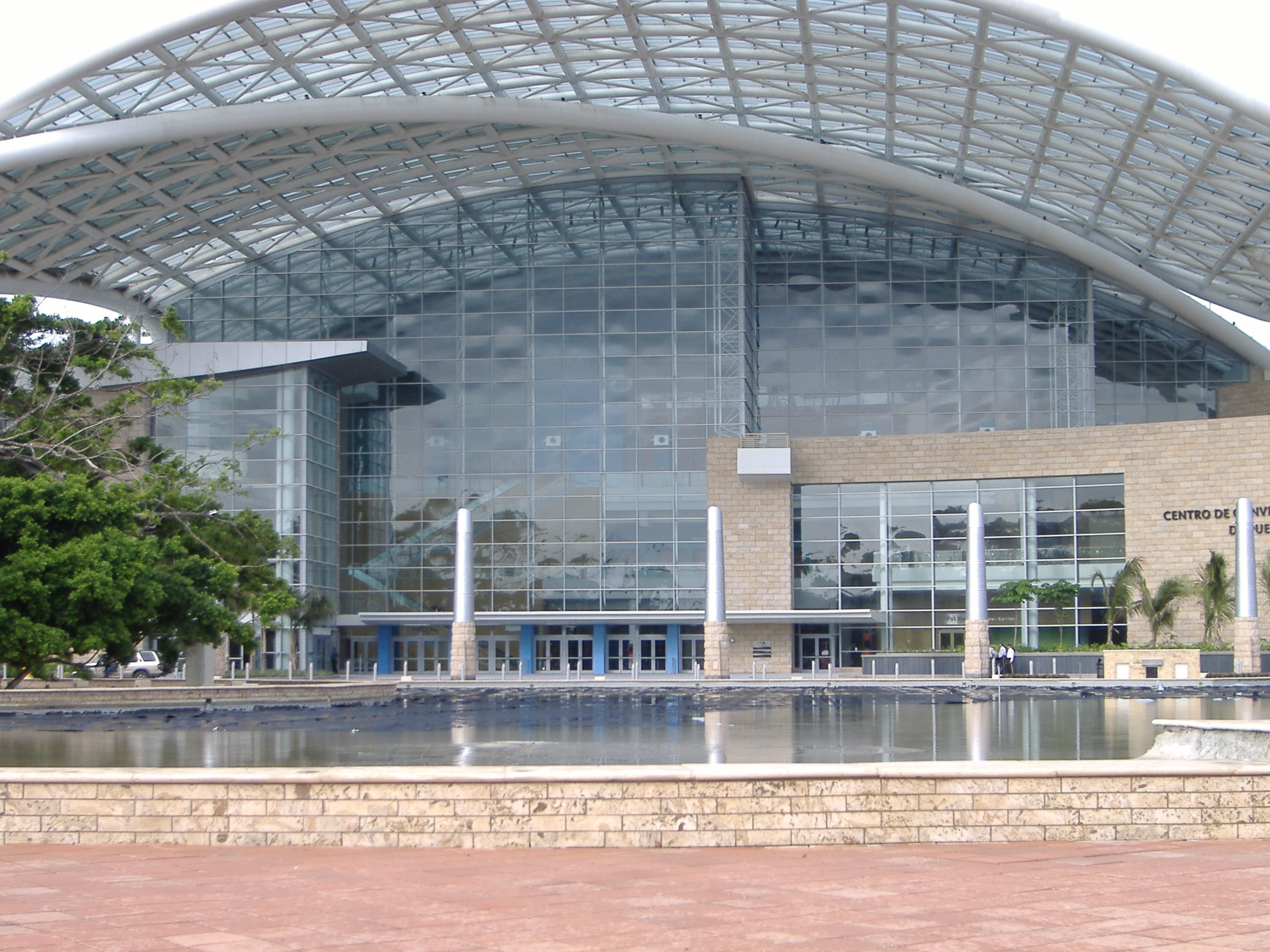
Trung tâm Hội nghị Puerto Rico

Ngày nay Puerto Rico là một quốc gia có nền kinh tế cơ cấu hiện đại với nông nghiệp chỉ chiếm 1%, công nghiệp chiếm 45% và dịch vụ chiếm 54%. Ngành trồng mía đường nay đã nhường lại cho ngành chăn nuôi lấy sản phẩm từ thịt và sữa. Công nghiệp của Puerto Rico phát triển đa dạng và nhấn mạnh các ngành hóa dầu, dược phẩm và khoa học công nghệ. Du lịch là một trong những ngành dịch vụ chủ đạo của Puerto Rico với việc nước này đón tiếp 5,9 triệu lượt du khách vào năm 2007, đem lại một nguồn doanh thu lớn cho hòn đảo. Nhiều khách sạn, các khu nghỉ dưỡng, trung tâm hội thảo lớn như Trung tâm Hội nghị Puerto Rico được xây dựng đã tận dụng triệt để ưu thế du lịch của đất nước tươi đẹp này.
Tuy gặp nhiều khó khăn trong những năm gần đây, song Puerto Rico vẫn là một trong những nền kinh tế phát triển nhất khu vực Mỹ Latinh. Puerto Rico là một trong những đầu tàu kinh tế vùng Caribbean cùng với Cuba và Cộng hòa Dominicana, và Ngân hàng Thế giới xếp Puerto Rico vào nhóm các nước có thu nhập bình quân cao. Năm 2007, thu nhập bình quân của nước này là 19.600 USD, tuy nhiên vẫn còn thua nếu so với bang nghèo nhất của nước Mỹ là Mississippi với thu nhập 24.062 USD. Tỉ lệ thất nghiệp của Puerto Rico cũng ở mức khá cao 11,7%, trong khi bang thất nghiệp nhiều nhất nước Mỹ là Michigan có tỉ lệ 7,7% và mức trung bình của nước Mỹ là 4,4%. Năm 1998, Chỉ số Phát triển Con người của Puerto Rico đạt 0,942 điểm, con số cao nhất vùng Mỹ Latinh.
Hiện tại (2016), GDP của Puerto Rico đạt 100,852 tỉ USD, lớn thứ 61 thế giới và lớn thứ 8 khu vực Mỹ Latin.

## Nhân khẩu

### Dân số và chủng tộc
Những cư dân đầu tiên sinh sống tại Puerto Rico là người da đỏ châu Mỹ, sau đó được tiếp nối bởi người da trắng gốc châu Âu và người da đen gốc châu Phi. Thế kỉ 19 đánh dấu một giai đoạn bùng nổ dân nhập cư vào Puerto Rico khi hàng trăm gia đình đổ vào đất nước này để được cấp đất theo Sắc lệnh năm 1815, theo đó cung cấp một lượng đất đai cho những người dân gốc châu Âu theo Công giáo Rôma. Chủ yếu người da trắng tại Puerto Rico có tổ tiên là người Tây Ban Nha, bên cạnh đó cũng có một số dân tộc khác như Bồ Đào Nha, Ý, Scotland, Ireland, Đức,... Người da đen đến Puerto Rico trên những con tàu buôn nô lệ đã góp phần làm nên sự đa dạng chủng tộc tại hòn đảo này. Bên cạnh đó, Puerto Rico còn có một cộng đồng người gốc châu Á với các sắc dân Trung Quốc, Liban. Người dân các nước Mỹ Latinh cũng góp thêm vào các dòng người nhập cư từ Colombia, Venezuela, Argentina, Cuba và Cộng hòa Dominicana. Tình trạng nhập cư vào thế kỉ 19 này đã khiến dân số Puerto Rico tăng nhanh, từ 155.000 người vào năm 1800 đến gần 1 triệu người vào cuối thể kỉ 19. Cuộc thống kê điều tra dân số năm 1858 đã cho thấy tỉ lệ chủng tộc tại Puerto Rico như sau: 300.430 người da trắng, 341.015 người da màu tự do và 41.736 nô lệ.
Sang thế kỉ 20, Puerto Rico lại xuất hiện tình trạng di dân ra nước ngoài khi người dân Puerto Rico nhập cư vào Hoa Kỳ để tìm cuộc sống tốt hơn, đặc biệt là từ sau Thế chiến Thứ hai. Họ chủ yếu nhập cư vào các bang New York, New Jersey, Illinois, Massachusetts, Florida, Pennsylvania, Connecticut, Washington, D.C., California,... và tạo nên một cộng đồng người Mỹ gốc Puerto Rico rất lớn. Hiện số người Puerto Rico sống tại Mỹ đã nhiều hơn cả trong nước.
Nghiên cứu di truyền học năm 2002 trên DNA ty thể với 800 người Puerto Rico cho thấy 61,1% người Puerto Rico thừa hưởng DNA ty thể mẹ từ người thổ dân bản địa, 26,4% châu Phi và 12,5% da trắng. Ngược lại, 70% đàn ông Puerto Rico có nhiễm sắc thể Y của người châu Âu, 20% của tổ tiên châu Phi và ít hơn 10% của người bản địa châu Mỹ. Phát hiện này cho thấy việc lai chủng tại Puerto Rico ở mức độ khá cao và tạo nên sự hòa trộn sắc tộc độc đáo.
Theo cuộc điều tra nhân khẩu năm 2000, dân số của Puerto Rico ước tính khoảng 4 triệu dân. Phân bố chủng tộc của Puerto Rico như sau:
- Người da trắng: 80,5%
- Người da đen: 8,0%
- Người da đỏ: 0,4%
- Người châu Á: 0,2%
- Một số chủng tộc khác: 6,8%
- Người nhiều hơn 2 chủng tộc: 4,2%

### Ngôn ngữ
Ở Puerto Rico, tiếng Tây Ban Nha và tiếng Anh là hai ngôn ngữ được công nhận là ngôn ngữ chính thức. Tiếng Tây Ban Nha là ngôn ngữ mẹ đẻ của người dân và được sử dụng phổ biến tại gia đình cũng như các trường học, cơ quan hành chính. Tiếng Anh được dạy như ngôn ngữ thứ hai tại hầu hết các trường tiểu học, trung học và đại học ở Puerto Rico.
Nhìn chung, tiếng Tây Ban Nha ở Puerto Rico vẫn có một số sự khác biệt so với ở các nước nói tiếng Tây Ban Nha khác do ảnh hưởng từ các ngôn ngữ da đỏ bản địa, những ngôn ngữ Phi châu và cả sự ảnh hưởng từ tiếng Anh do quan hệ chặt chẽ giữa hòn đảo với nước Mỹ.

### Tôn giáo
Công giáo Rôma là tôn giáo lớn lâu đời nhất tại Puerto Rico (nếu không kể những tôn giáo bản địa) và cho đến ngày nay vẫn là tôn giáo chủ yếu tại nước này. Mỗi thành phố tự trị của Puerto Rico đều có ít nhất một nhà thờ tại khu trung tâm, hay được gọi là plaza. Dưới sự cai trị của người Tây Ban Nha, Đạo Tin lành bị đàn áp nhưng lại được khuyến khích khi gia nhập nước Mỹ. Người Taino bản địa gần đây đang khôi phục lại một số truyền thống tôn giáo của họ, trong khi một số người châu Phi cũng gìn giữ những tôn giáo xa xưa của tổ tiên.

## Văn hóa
Văn hóa Puerto Rico là sự hòa trộn giữa bốn dòng văn hóa: văn hóa Taino bản địa, văn hóa Tây Ban Nha, văn hóa Châu Phi và văn hóa Mỹ. Người Taino ngày nay tuy chỉ chiếm một tỉ lệ dân số nhỏ bé song họ vẫn giữ một số tên gọi truyền thống về địa danh, các món ăn, nhạc cụ và một số lượng từ vựng trong tiếng Tây Ban Nha ngày nay của Puerto Rico. Người da đen gốc châu Phi lại có ảnh hưởng trong lĩnh vực âm nhạc với "bomba và plena", một thể loại loại âm nhạc và nhảy múa với các nhạc cụ bộ gõ và maraca. Người Tây Ban Nha mang đến tiếng Tây Ban Nha, đạo Thiên chúa và những giá trị tinh thần và văn hóa của châu Âu cổ kính. Dòng văn hóa thứ tư đến từ nước Mỹ với tiếng Anh, hệ thống giáo dục đại học và các giá trị văn hóa hiện đại thể hiện trong điện ảnh, âm nhạc. Năm 1903, Trường Đại học Puerto Rico được chính quyền Mỹ thành lập, 5 năm sau khi Puerto Rico trở thành một bộ phần của nước này.

### Thể thao
Bóng chày là môn thể thao phổ biến nhất tại Puerto Rico và nước này có hẳn một mùa giải bóng chày chuyên nghiệp riêng được tổ chức vào mùa đông. Quyền anh, bóng rổ và bóng chuyền cũng là những môn thể thao rất phổ biến tại đất nước này. Puerto Rico tham dự hầu hết các giải thi đấu thể thao quốc tế như Thế vận hội Mùa hè, Thế vận hội Mùa đông, Đại hội Thể thao châu Mỹ (Pan American Games), Đại hội Thể thao Trung Mỹ và Caribbean. Puerto Rico đã từng giành được 6 huy chương (1 bạc, 5 đồng) trong lịch sử tham dự các kỳ Thế vận hội, lần đầu tiên vào năm 1948 với chiếc huy chương đồng môn quyền anh của Juan Evangelista Venegas.
Bóng chày là môn thể thao thế mạnh của Puerto Rico và nước này đã từng 1 lần giành huy chương vàng tại Giải vô địch bóng chày thế giới vào năm 1951. Những vận động viên bóng chày nổi tiếng nhất của Puerto Rico là Roberto Clemente và Orlando Cepeda.
Quyền anh cũng là môn thể thao rất được ưa chuộng tại Puerto Rico. Nếu tình bình quân đầu người, Puerto Rico là nước có số lượng nhà vô địch quyền anh nhiều nhất thế giới và đứng thứ ba về tổng số. Các vận động viên tiêu biểu trong môn thể thao này là Miguel Cotto, Félix Trinidad, Wilfred Benítez và Wilfredo Gómez.
Puerto Rico còn là thành viên của FIFA và CONCACAF. Năm 2008, Liên đoàn Bóng đá Puerto Rico chính thức được thành lập.